# Dyzartria
Dyzartria – termin z zakresu neurologii; jeden z typów zaburzeń mowy, wynikający z dysfunkcji aparatu wykonawczego (języka, podniebienia, gardła, krtani). Dysfunkcja może być spowodowana: uszkodzeniem mięśni, unerwiających ich nerwów czaszkowych, jąder tych nerwów, dróg korowo-jądrowych, układu pozapiramidowego.
W wyniku ich uszkodzenia powstaje tzw. mowa dyzartryczna, która charakteryzuje się tym, że jest powolna, niewyraźna, afoniczna (czyli bezgłośna) z tzw. przydźwiękiem nosowym, które jest spowodowane opadnięciem podniebienia miękkiego i sprawia wrażenie mowy z „kluskami w ustach”.
Tworzenie samogłosek jest zwykle zachowane, a w zależności od miejsca uszkodzenia, dominują zaburzenia artykulacji:
- spółgłosek wargowych (b, p, w, f)
- spółgłosek podniebiennych (g, k, h)
- spółgłosek zależnych od funkcji języka (d, t, r, s)

W najcięższych przypadkach przyjmuje formę anartrii, kiedy nasilenie zaburzeń dyzartrycznych przyjmie zaawansowaną postać i mowa staje się bełkotliwa i niezrozumiała.

## Podział
- dyzartria wiotka, w uszkodzeniu jąder lub pni nerwów V, nerwów VII, nerwów IX, nerwów X, XII (zespół opuszkowy), w miastenii i miopatiach;
- dyzartria spastyczna, w uszkodzeniu dróg korowo-jądrowych (zespół rzekomoopuszkowy)
- dyzartria hipokinetyczna, jest wynikiem uszkodzenia struktur układu pozapiramidowego np. w parkinsonizmie
- dyzartria hiperkinetyczna, jest wynikiem uszkodzenia struktur układu pozapiramidowego np. w pląsawicy
- dyzartria ataktyczna (móżdżkowa), w ataksji móżdżkowej
- dyzartria mieszana, w której obrazie nakładają się na siebie w różnych proporcjach objawy tzw. dyzartrii czystych.

| Rodzaj                                   | Umiejscowienie i istota zmian                                                                                                  | Obraz kliniczny                                                                                | Najczęstsze przyczyny | Uwagi                                               |
| ---------------------------------------- | --- | ---------------------------------------------------------------------------------------------- | --- | --------------------------------------------------- |
| Dyzartria spastyczna                     | obustronne uszkodzenie dróg piramidowych – korowo-jądrowych (zespół rzekomo-opuszkowy)                                         | upośledzenie artykulacji, mowa powolna, nosowa, chrapliwa, w niskiej tonacji                   | miażdżyca naczyń mózgowych | inne określenia: mowa rzekomo-opuszkowa, piramidowa |
| Dyzartria wiotka                         | uszkodzenie jąder lub pni nn. V, VII, IX, X i XII bądź też odpowiednich mięśni (zespół opuszkowy)                              | upośledzenie artykulacji, mowa zamazana, nosowa, bezgłośna                                     | choroba Charcota, udary na poziomie pnia mózgu- opuszki, udary tzw. zatorowe, miażdżyca naczyń mózgowych, polineuropatia błonicza, zatrucie jadem kiełbasianym, miopatie, polio, choroba Heinego-Medina | inne określenia: mowa opuszkowa                     |
| Dyzartria ataktyczna                     | uszkodzenie móżdżku | mowa wybuchowa, skandowana, przerwy między sylabami i słowami                                  | stwardnienie rozsiane, zwyrodnienia móżdżku-ataksja Friedreicha, zatrucia UN, zanik móżdżku, guzy móżdżku                                                                                               | inne określenia: mowa móżdzkowa, mowa skandowana    |
| Dyzartria hipokinetyczna (hipertoniczna) | uszkodzenie układu pozapiramidowego (zaburzenia mowy związane ze spowolnieniem i sztywnością)                                  | mowa monotonna, spowolniała, niewyraźna, kilkakrotne powtarzanie tego samego słowa (palilalia) | choroba Parkinsona, zespół parkinsonowski | inne określenia: mowa pozapiramidowa                |
| Dyzartria hiperkinetyczna                | uszkodzenie układu pozapiramidowego (zaburzenia mowy związane z ruchami mimowolnymi całego ciała, warg, podniebienia i języka) | mowa porywista, wybuchowa                                                                      | pląsawica Huntingtona, pląsawica Sydenhama, zespół Gilles’a de la Tourette’a, dystonie | inne określenia: mowa pozapiramidowa                |